# Masdevallia ludibundella
Masdevallia ludibundella är en orkidéart som beskrevs av Carlyle August Luer och Rodrigo Escobar. Masdevallia ludibundella ingår i släktet Masdevallia och familjen orkidéer.
Artens utbredningsområde är Colombia. Inga underarter finns listade i Catalogue of Life.